# M4公路 (匈牙利)
M4公路（匈牙利語：M4-es autópálya）是匈牙利一條快速公路，連接首都布達佩斯以及接壤羅馬尼亞邊境的大凯赖基。全長233公里。
中經采格萊德、索爾諾克、考爾曹格、皮什珀克洛達尼和拜賴焦新村，惟至2018年只有奧博尼至費吉韋爾奈克的29公里路段已通車，預計全線將於2020年完工。公路是歐洲E60和E79公路的一部份。